# Tetragnatha rossi
Tetragnatha rossi este o specie de păianjeni din genul Tetragnatha, familia Tetragnathidae, descrisă de Chrysanthus, 1975. Conform Catalogue of Life specia Tetragnatha rossi nu are subspecii cunoscute.